# 张天放

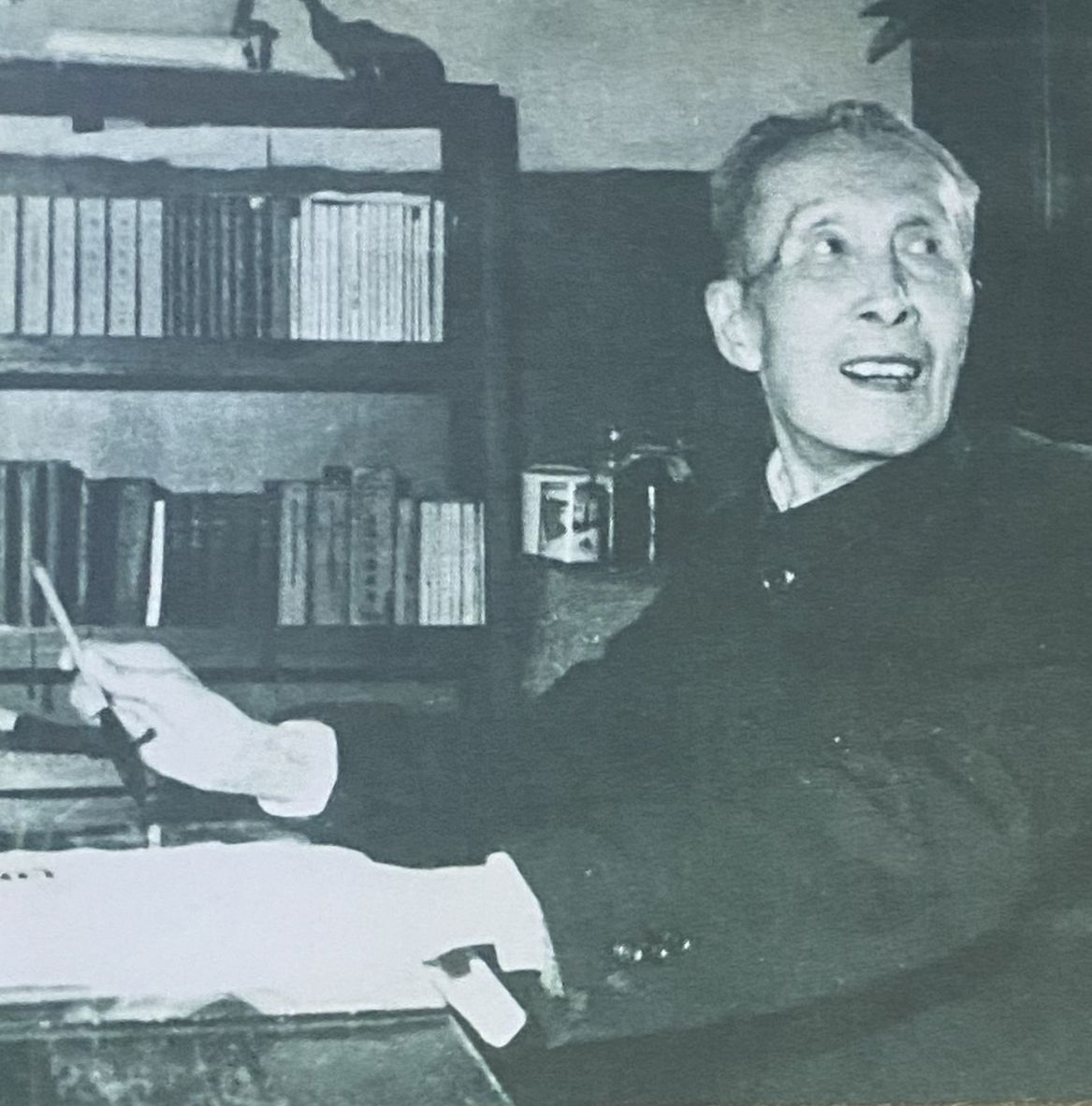
张天放

张天放（1893年—1984年），男，云南腾冲人，中国政治人物，曾任云南省人民委员会副省长，云南省政协副主席，云南省人大常委会副主任，中国国民党革命委员会中央委员会常务委员，第二届全国政协委员，第二、三、四、五、六届全国人大代表。